# Ramón Torres
Francisco Pache Torres (Higüey, República Dominicana 18 de julio de 1949), más conocido como Ramón Torres, es un cantautor dominicano, considerado uno de los máximos exponentes de la bachata y un «ícono de la canción popular».
Conocido en el ámbito artístico como El Poeta, es un destacado compositor y arreglista con una trayectoria de más de 40 años. Torres ha sido autor de más de 400 canciones.

## Biografía

### Primeros años
Ramón Torres nació el  18 de julio de 1949 en Higüey, República Dominicana, hijo de padres dominicanos (Ruperto Pache y Catalina Torres). Antes de llegar a ser artista trabajó como agricultor y tabaquero, también estuvo en la Zona franca.

### Carrera musical
En 1987 se fue a Santo Domingo y grabó su primer sencillo «Las estrellas brillarán» a través de la compañía discográfica Radhamés Aracena. Algunas de sus canciones grabadas fueron «La segunda carta, «Contigo hasta el final», «Mi gran secreto», «Para que sirven palabras», «Eres mía», entre otras.
En 2019, durante la Gira de Pueblo, El bachatero Romeo Santos llevó como uno de sus invitados a la ciudad de La Romana a Ramón Torres,  con quien interpretó  «Tus Cartas llegan».

## Discografía

### Álbumes de estudio
- Amor con delicadeza(1990)
- Yo la hice mujer (1994)
- Mi San Juan (2002)
- El rey del bachateo (2002)
- Si hubiese muerto ayer (2014)
- Entre ayer y hoy (2014)
- Café con leche (2015)
- Mis éxitos (2016)
- Mi Bachata Legendaria (2020)
- Tilolalá (2022)